# Campionati asiatici maschili di pallacanestro
I campionati asiatici maschili di pallacanestro FIBA, conosciuti dal 2017 con il nome di FIBA Asia Cup, sono una competizione sportiva continentale a cadenza quadriennale organizzata dalla FIBA Asia, la federazione asiatica della pallacanestro.
Fino all'edizione del 2015, il torneo si svolgeva ogni due anni ed era anche utilizzato come torneo di qualificazione per la Coppa del Mondo FIBA e per i Giochi olimpici. Tuttavia, dal 2017, il torneo è stato rinominato FIBA Asia Cup dopo la fusione con i campionati oceaniani e ora include squadre provenienti dalla FIBA Oceania. Inoltre, è stato il primo a essere disputato con un nuovo ciclo quadriennale ed anche il primo, a non fa più parte del processo di qualificazione per la Coppa del Mondo o per le Olimpiadi, con la riforma dei calendari FIBA.
Il primo campionato asiatico di pallacanestro si tenne nel 1960, e da allora sono state disputate 29 edizioni, 16 delle quali vinte dalla Cina
La prossima edizione si svolgerà nel 2025.

## Storia

### Inizi: Dominio di Filippine e Giappone
La prima edizione dell'Asian Basketball Confederation (ABC) Championship si tenne a Manila, capitale delle Filippine, nel 1960 e vide la partecipazione di sette squadre in un torneo a girone unico, con le prime quattro classificate che si qualificarono per il turno finale, in cui si affrontarono nuovamente una volta per stabilire le prime quattro posizioni. Il torneo venne istituito per determinare la migliore squadra asiatica e per essere utilizzato come metodo di qualificazione per la Coppa del Mondo e per i Giochi olimpici. Nelle prime quattro edizioni del torneo, le Filippine vinsero in tre occasioni, con il Giappone che nell'edizione 1965, riuscì a battere i filippini. Corea del Sud, Giappone e Filippine si spartirono i successivi tre titoli, fino al debutto della Cina nell'edizione 1975 giocata a Bangkok, dove conquistò immediatamente il titolo, iniziando un dominio che sarebbe durato per 40 anni.

### Il dominio cinese
Dopo la creazione della Philippine Basketball Association nel 1975, la prima lega professionistica di basket in Asia, le Filippine iniziarono a inviare solo giocatori dilettanti, non potendo più contare sui loro migliori atleti, questo segnò l'inizio del declino della nazionale filippina e l'ascesa del dominio cinese nel basket asiatico.
Dal 1975 al 2007, la Cina mancò la vittoria solo in due occasioni. Nel 1985, le Filippine, con una squadra di giocatori professionistici, sconfissero una squadra cinese al completo, che all'epoca era campione in carica da cinque edizioni consecutive. Dopo quella sconfitta, la Cina vinse ogni edizione fino al 1997, quando perse in semifinale contro la Corea del Sud per 72-86, in finale poi Corea del Sud si impose sul Giappone per 78-76, conquistando il titolo continentale per la prima volta dal 1969. Ma la Cina si riprese subito e conquistò il titolo per le successive quattro edizioni, guidata dal centro Yao Ming.

### Cambio di nome
Nel 2005, il torneo fu rinominato in FIBA Asia Championship. Nell'edizione quell'anno, tenutasi a Doha, la Cina vinse nuovamente il titolo contro il Libano in finale. Nell'edizione del 2007, la Cina non inviò la squadra principale poiché era già qualificata alle Olimpiadi come paese ospitante. In questo torneo, le squadre dell'Asia occidentale iniziarono a competere seriamente con le tradizionali potenze dell'Asia orientale, come dimostrato dalla finale di sempre tutta "mediorientale" in cui l'Iran sconfisse il Libano. Nel 2009, l'Iran batté la Cina in finale, diventando solo la terza squadra a difendere con successo il titolo, dopo Filippine ed ovviamente Cina. Dal 2009 in poi, tutte le finali videro una squadra del Medio Oriente contro una dell'Estremo Oriente: nel 2011, l'Iran fu eliminato nei quarti dalla Giordania, che poi perse di un solo punto in finale contro la Cina, paese ospitante. Il torneo del 2013, tenutosi nelle Filippine (prima edizione fuori dall'Asia orientale dal 2005), vide i padroni di casa arrivare in finale; la Cina, invece, fu eliminata ai quarti di finale da Taipei cinese, che poi perse contro l'Iran, il quale sconfisse le Filippine in finale.

### Riforma del 2017
Con l'introduzione di un nuovo ciclo e formato per il calendario delle proprie competizioni da parte della FIBA, le edizioni del 2013 (a Manila) e del 2015 (a Changsha) furono le ultime a servire come qualificazioni rispettivamente per la Coppa del Mondo FIBA e per i Giochi olimpici.
L'edizione del 2017 segnò sia un inizio che una fine per il torneo: fu la prima edizione ad essere un torneo indipendente, senza valore di qualificazione, e l'ultima a essere disputata con cadenza biennale, il torneo divenne quadriennale, allineandosi a competizioni come l'EuroBasket, l'AfroBasket e l'AmeriCup, disputate due anni prima o dopo la Coppa del Mondo FIBA.
L'edizione 2017 ha anche visto l'introduzione di una nuova denominazione per la competizione, che ha assunto il nome di FIBA Asia Cup, a seguito della fusione trail Campionato Asiatico e il FIBA Oceania Championship.
La nazionale dell'Australia, che ha fatto il proprio esordio nella competizione a seguito della fusione, si è aggiudicata la vittoria della prima edizione nel 2017, sconfiggendo in finale i padroni di casa del Libano per 79-56.

## Qualificazione
Prima della riforma degli anni dieci del duemila, la qualificazione avveniva attraverso le diverse sottozone della FIBA Asia. Le sottozone dell'Est, del Golfo, del Sud-est e dell'Ovest ricevevano ciascuna due posti, mentre le zone Centrale e Meridionale ne avevano uno ciascuna. Anche il paese ospitante e il campione della precedente FIBA Asia Cup aveva accesso automaticamente ad un posto per l'edizione successiva. Ogni sottozona organizzava un torneo di qualificazione fino a un anno prima del campionato per determinare le squadre qualificate. Gli altri quattro posti venivano assegnati alle sottozone in base ai risultati ottenuti nella FIBA Asia Cup precedente, con una sottozona che riceveva un posto aggiuntivo per ogni squadra classificata tra le prime quattro, esclusi il campione in carica e il paese ospitante.
In linea con il nuovo formato del calendario FIBA implementato dal 2017, la FIBA Asia ha avviato le proprie prime qualificazioni in vista della FIBA Asia Cup 2021. Il nuovo formato prevede che solo la nazionale del paese ospitante sia qualificata di diritto, anche se partecipa lo stesso alle qualificazioni per stabilire la sua posizione nelle fasce del sorteggio. Alle prequalificazioni, che si svolgono su base regionale, accedono le squadre della cosiddetta Divisione B, ovvero quelle che non hanno partecipato alle qualificazioni asiatiche per successiva Coppa del Mondo FIBA. Le otto squadre vincitrici delle prequalificazioni si qualificano per la fase successiva, unendosi ad altre sedici squadre della Divisione A, ovvero quelle che avevano preso parte all'ultima edizione della FIBA Asia Cup e alle qualificazioni per la Coppa del Mondo FIBA. Le squadre vengono divise in 6 gironi da 4 squadre ciascuno, al termine dei gironi le prime due classificate ottengono la qualificazione alla FIBA Asia Cup, mentre le terze classificate vengono divise in due gironi da tre, in base alla posizione geografica, di cui le prime due conquistano l'accesso alla competizione.

## Formato competizione
In passato sono stati utilizzati diversi formati di torneo, la maggior parte dei quali prevedeva due fasi a gironi seguite da una fase a eliminazione diretta, partendo dai quarti di finale. Il formato attuale, introdotto per la prima volta nel 2017, prevede un torneo a più fasi.
Le 16 squadre partecipanti vengono suddivise in quattro gruppi nella fase preliminare, affrontandosi una volta ciascuna. La squadra prima classificata di ogni girone accede direttamente ai quarti di finale, mentre le seconde classificate disputano una partita a eliminazione diretta contro le terze classificate di un altro gruppo. Le quattro squadre vincitrici di questi spareggi si qualificano per i quarti di finale, dando poi inizio alla fase a eliminazione diretta.
Le partite di classificazione vengono svolte secondo il seguente criterio:
- Gli incontri per il 13º-16º posto sono riservati alle squadre eliminate nella fase a gironi.
- Gli incontri per il 9º-12º posto coinvolgono le squadre sconfitte negli spareggi di qualificazione ai quarti di finale.
- Gli incontri per il 5º-8º posto vedono protagoniste le squadre eliminate nei quarti di finale.

## Albo d'oro
| 1960 dettagli | Manila       | Filippine     | No playoffs | Taiwan         | Giappone       | No playoffs | Corea del Sud  |
| 1963 dettagli | Taipei       | Filippine     | 91–77       | Taiwan         | Corea del Sud  | No playoffs | Thailandia     |
| 1965 dettagli | Kuala Lumpur | Giappone      | No playoffs | Filippine      | Corea del Sud  | No playoffs | Thailandia     |
| 1967 dettagli | Seul         | Filippine     | No playoffs | Corea del Sud  | Giappone       | No playoffs | Indonesia      |
| 1969 dettagli | Bangkok      | Corea del Sud | No playoffs | Giappone       | Filippine      | No playoffs | Taiwan         |
| 1971 dettagli | Tokyo        | Giappone      | No playoffs | Filippine      | Corea del Sud  | No playoffs | Taiwan         |
| 1973 dettagli | Manila       | Filippine     | No playoffs | Corea del Sud  | Taiwan         | No playoffs | Giappone       |
| 1975 dettagli | Bangkok      | Cina          | No playoffs | Giappone       | Corea del Sud  | No playoffs | India          |
| 1977 dettagli | Kuala Lumpur | Cina          | No playoffs | Corea del Sud  | Giappone       | No playoffs | Malaysia       |
| 1979 dettagli | Nagoya       | Cina          | No playoffs | Giappone       | Corea del Sud  | No playoffs | Filippine      |
| 1981 dettagli | Calcutta     | Cina          | No playoffs | Corea del Sud  | Giappone       | No playoffs | Filippine      |
| 1983 dettagli | Hong Kong    | Cina          | 95–71       | Giappone       | Corea del Sud  | 83–60       | Kuwait         |
| 1985 dettagli | Kuala Lumpur | Filippine     | No playoffs | Corea del Sud  | Cina           | No playoffs | Malaysia       |
| 1987 dettagli | Bangkok      | Cina          | 86–79 dts   | Corea del Sud  | Giappone       | 89–75       | Filippine      |
| 1989 dettagli | Pechino      | Cina          | 102–72      | Corea del Sud  | Taipei cinese  | 69–58       | Giappone       |
| 1991 dettagli | Kōbe         | Cina          | 104–88      | Corea del Sud  | Giappone       | 63–60       | Taipei cinese  |
| 1993 dettagli | Giacarta     | Cina          | 93–72       | Corea del Nord | Corea del Sud  | 86–70       | Iran           |
| 1995 dettagli | Seul         | Cina          | 87–78       | Corea del Sud  | Giappone       | 69–63       | Taipei cinese  |
| 1997 dettagli | Riad         | Corea del Sud | 78–76       | Giappone       | Cina           | 94–68       | Arabia Saudita |
| 1999 dettagli | Fukuoka      | Cina          | 63–45       | Corea del Sud  | Arabia Saudita | 93–67       | Taipei cinese  |
| 2001 dettagli | Shanghai     | Cina          | 97–63       | Libano         | Corea del Sud  | 95–94 dts   | Siria          |
| 2003 dettagli | Harbin       | Cina          | 106–96      | Corea del Sud  | Qatar          | 77–67       | Libano         |
| 2005 dettagli | Doha         | Cina          | 77–61       | Libano         | Qatar          | 89–77       | Corea del Sud  |
| 2007 dettagli | Tokushima    | Iran          | 74–69       | Libano         | Corea del Sud  | 80–76       | Kazakistan     |
| 2009 dettagli | Tientsin     | Iran          | 70–52       | Cina           | Giordania      | 80–66       | Libano         |
| 2011 dettagli | Wuhan        | Cina          | 70–69       | Giordania      | Corea del Sud  | 70–68       | Filippine      |
| 2013 dettagli | Manila       | Iran          | 85-71       | Filippine      | Corea del Sud  | 75-57       | Taipei cinese  |
| 2015 dettagli | Changsha     | Cina          | 78-67       | Filippine      | Iran           | 68-63       | Giappone       |
| 2017 dettagli | Beirut       | Australia     | 79–56       | Iran           | Corea del Sud  | 80–71       | Nuova Zelanda  |
| 2022 dettagli | Giacarta     | Australia     | 75-73       | Libano         | Nuova Zelanda  | 83-75       | Giordania      |
| 2025 dettagli | Gedda        | Australia     | 90–89       | Cina           | Iran           | 79–73       | Nuova Zelanda  |

## Medagliere per nazioni

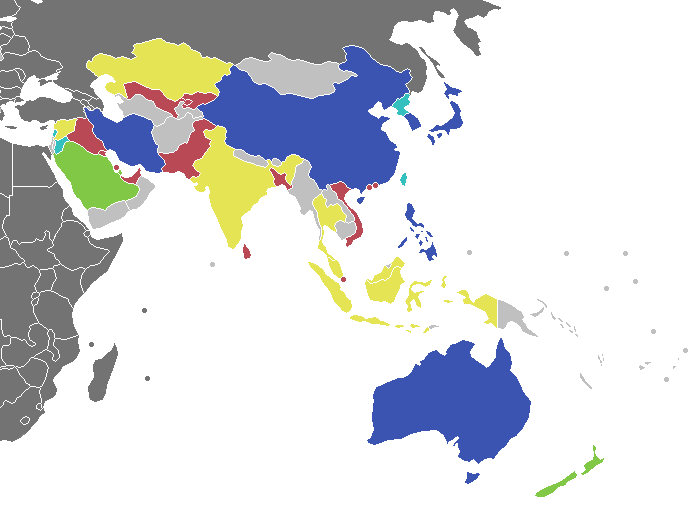
Mappa dei migliori risultati delle squadre.
Primo posto
Secondo posto
Quarto posto
4°-8° posto
Sotto l'ottavo posto
Membro FIBA Asia o FIBA Oceania mai qualificato
Non membro FIBA Asia o FIBA Oceania

Dati aggiornati all'edizione 2025
     Primo posto
     Secondo posto
     Quarto posto
     4°-8° posto
     Sotto l'ottavo posto
     Membro FIBA Asia o FIBA Oceania mai qualificato
     Non membro FIBA Asia o FIBA Oceania
| Posiz. | Nazione        | Oro | Argento | Bronzo | Totale |
| ------ | -------------- | --- | ------- | ------ | ------ |
| 1°     | Cina           | 16  | 2       | 2      | 20     |
| 2°     | Filippine      | 5   | 4       | 1      | 10     |
| 3°     | Iran           | 3   | 1       | 2      | 6      |
| 4°     | Australia      | 3   | 0       | 0      | 3      |
| 5°     | Corea del Sud  | 2   | 11      | 12     | 25     |
| 6°     | Giappone       | 2   | 5       | 7      | 14     |
| 7°     | Libano         | 0   | 4       | 0      | 4      |
| 8°     | Taipei cinese  | 0   | 2       | 2      | 4      |
| 9°     | Giordania      | 0   | 1       | 1      | 2      |
| 10°    | Corea del Nord | 0   | 1       | 0      | 1      |
| 11°    | Nuova Zelanda  | 0   | 0       | 2      | 2      |
| 12°    | Qatar          | 0   | 0       | 2      | 2      |
| 13°    | Arabia Saudita | 0   | 0       | 1      | 1      |

## MVP
| Anno | Giocatore         | Posizione   | Nazionale     | Nota   |
| ---- | ----------------- | ----------- | ------------- | ------ |
| 1960 | Carlos Badion     | Guardia     | Filippine     | [ 18 ] |
| 1973 | William Adornado  | Ala         | Filippine     | [ 18 ] |
| 1983 | Guo Yonglin       | Ala         | Cina          | [ 19 ] |
| 1985 | Allan Caidic      | Guardia     | Filippine     | [ 19 ] |
| 1987 | Lee Chung-hui     | Guardia     | Corea del Sud | [ 19 ] |
| 1995 | Hur Jae           | Guardia     | Corea del Sud | [ 19 ] |
| 1997 | Chun Hee-chul     | Ala         | Corea del Sud | [ 19 ] |
| 1999 | Hu Weidong        | Guardia     | Cina          | [ 19 ] |
| 2001 | Yao Ming          | Centro      | Cina          | [ 19 ] |
| 2003 | Yao Ming (2)      | Centro      | Cina          |        |
| 2005 | Yao Ming (3)      | Centro      | Cina          |        |
| 2007 | Hamed Haddadi     | Centro      | Iran          | [ 20 ] |
| 2009 | Hamed Haddadi (2) | Centro      | Iran          | [ 20 ] |
| 2011 | Yi Jianlian       | Ala         | Cina          | [ 21 ] |
| 2013 | Hamed Haddadi (3) | Centro      | Iran          | [ 20 ] |
| 2015 | Yi Jianlian (2)   | Ala         | Cina          | [ 22 ] |
| 2017 | Hamed Haddadi (4) | Centro      | Iran          | [ 23 ] |
| 2022 | Wael Arakji       | Playmaker   | Libano        | [ 24 ] |
| 2025 | Jaylin Galloway   | Ala piccola | Australia     | [ 25 ] |

## Debutti
Un totale di 34 squadre nazionali hanno partecipato ad almeno una FIBA Asia Cup nella storia del torneo fino all'edizione del 2025. I paesi che hanno partecipato per la prima volta alla Asia Cup sono elencati di seguito per anno.
| Edizione | Debuttanti                                                                        | Num. totale |
| -------- | --------------------------------------------------------------------------------- | ----------- |
| 1960     | Taipei cinese, Hong Kong, Indonesia, Giappone, Malaysia, Filippine, Corea del Sud | 7           |
| 1963     | Singapore, Thailandia, Vietnam                                                    | 10          |
| 1965     | India                                                                             | 11          |
| 1967     | Nessuno                                                                           | 11          |
| 1969     | Pakistan                                                                          | 12          |
| 1971     | Nessuno                                                                           | 12          |
| 1973     | Iran                                                                              | 13          |
| 1975     | Cina, Kuwait, Sri Lanka                                                           | 16          |
| 1977     | Bahrein, Iraq                                                                     | 18          |
| 1979     | Bangladesh                                                                        | 19          |
| 1981     | Nessuno                                                                           | 19          |
| 1983     | Giordania, Macao                                                                  | 21          |
| 1985     | Nessuno                                                                           | 21          |
| 1987     | Nessuno                                                                           | 21          |
| 1989     | Arabia Saudita                                                                    | 22          |
| 1991     | Corea del Nord, Qatar                                                             | 24          |
| 1993     | Emirati Arabi Uniti                                                               | 25          |
| 1995     | Kazakistan, Kirghizistan, Uzbekistan                                              | 28          |
| 1997     | Nessuno                                                                           | 28          |
| 1999     | Libano, Siria                                                                     | 30          |
| 2001     | Nessuno                                                                           | 30          |
| 2003     | Nessuno                                                                           | 30          |
| 2005     | Nessuno                                                                           | 30          |
| 2007     | Nessuno                                                                           | 30          |
| 2009     | Nessuno                                                                           | 30          |
| 2011     | Nessuno                                                                           | 30          |
| 2013     | Nessuno                                                                           | 30          |
| 2015     | Palestina                                                                         | 31          |
| 2017     | Australia, Nuova Zelanda                                                          | 33          |
| 2022     | Nessuno                                                                           | 33          |
| 2025     | Guam                                                                              | 34          |
| Totale   | Totale                                                                            | 34          |